# Ligue d'Aquitaine de football
La Ligue d'Aquitaine de football est une ligue régionale de football, organe fédéral dépendant de la Fédération française de football créé en 1919, sous le nom de Ligue du Sud-Ouest, et chargé d'organiser les compétitions de football au niveau de la région Aquitaine. En 2017, à la suite de la réforme des régions, la Ligue d'Aquitaine fusionne avec la Ligue du Centre-Ouest pour former la Ligue de football Nouvelle-Aquitaine.
La LFA qui avait son siège au Bouscat comptait huit districts calqués en partie sur les départements de la Dordogne, des Landes, de Lot-et-Garonne, des Pyrénées-Atlantiques pour les quatre premiers et des zones géographique du département de la Gironde (Bordeaux, Gironde-Atlantique, Gironde-Est, Sauternais-et-Graves) pour les quatre autres. Les quatre districts fusionnent également en 2017 pour former l'établissement de Gironde. Le dernier président de la LFA est Amador Carreras depuis juin 2012 jusqu'à l'élection de Said Enjimi à la tête de la Ligue de Nouvelle-Aquitaine.
La principale compétition organisée par la Ligue est le championnat de Division d'Honneur d'Aquitaine qui donne le droit à son vainqueur de participer au championnat de France amateur. La Ligue s'occupe également d'organiser les premiers tours de la Coupe de France de football et de gérer le football féminin régional.

## Histoire
La Ligue du Sud-Ouest de football association est mise en place en 1919, avec l'instauration de la Fédération Française de football association. Son objectif est de gérer l'association dans le Sud-Ouest de la France. Son étendue géographique initiale comprend la Guyenne-Gascogne, le pays basque et le Béarn ainsi que les marches environnantes.

### L’avant (1902-1919)
Dans le sud-ouest de la France, le football fait son apparition à la fin du XIXe siècle, avec l'introduction du ballon rond par des sportsmen étrangers, sur une terre dédiée plutôt à l'autre football : le Rugby. Les premières équipes ne sont pas spécialisés, et jouent tantôt au rugby, tantôt à l'association. En 1902, l'USFSA regroupe une partie de ces formations sous la direction du Comité de Guyenne et Gascogne. Cette direction se transforme en Comité de la Côte d'Argent, à la suite de la séparation du Pays basque et du Périgord. 
Les patronages catholiques sont regroupés dans l'Union régionale des Patronages du Sud-Ouest, sous l'égide de la FGSPF. 
Sous l'impulsion de la Vie au Grand Air du Médoc, un troisième groupement voit le jour en 1911, sous l'autorité de la Fédération Cycliste et Athlétique Française.  En décembre 1916, toujours sous la houlette de la VGAM, est créée la Ligue de Football Association du Midi : elle est divisée en 3 districts et s’étend de Bordeaux jusqu'à la Méditerranée.

### Les débuts de la Ligue (1919-1926)
En 1919, la FFFA est créée et le territoire de la Ligue du Midi de Football-Association (LMFA) est scindé en deux. Les sociétés de la partie Est rejoignent la Ligue du Sud nouvellement instituée, et qui formera l’année suivante la Ligue du Sud-Est, avec la Provence. Dans la partie Ouest, après deux mois de pourparlers, un accord intervient entre la LFA et l’USFSA, les patronages restant autonomes. La Ligue du Sud-Ouest est officiellement créée le 25 juillet 1919. Elle est divisée en deux districts : Gironde (Bordeaux) et Midi (Toulouse). En 1920, le district du Midi quitte la LSO et devient une ligue à part entière. Cette même année est créé un Comité Landes-Pyrénées pour la gestion des clubs hors Gironde; il deviendra un district l'année suivante.
Le premier président de la Ligue est Guy Moyat, remplacé la saison suivante par Henri Gasqueton. Parmi les premiers clubs affiliés à la nouvelle Ligue figurent : VGAM, SBUC, Section burdigalienne, BEC, SAB, SC Bastidienne, BAC, CAB, ES Montoise et CA Béglais.
En 1920, le territoire de la ligue comprend les départements du Gers, de la Gironde, des Landes, de Lot-et-Garonne, des Basses-Pyrénées et des Hautes-Pyrénées,. Le cadastre de la Ligue a beaucoup évolué depuis. En juillet 1923, le Conseil National de la 3FA entérine plusieurs changements dans le cadastre des Ligues. Ainsi la LSO cède l’arrondissement de Bagnères-de-Bigorre, et le département du Gers, sauf l’arrondissement de Condom, à la Ligue du Midi. 
Pour cette période, le champion de la LSO est le vainqueur d’une finale interdistricts entre Gironde et Landes-Pyrénées.

### Les années d’avant-guerre (1926-1939)
En 1926, sous l’impulsion de son quatrième président, Roger Gomez-Vaez, la Ligue crée  huit districts dans le département de la Gironde ; Arcachonnais, Blayais, Bordeaux, Entre-deux-Mers, Libournais, Médoc, Sauternais et Tresnais-Langoirannais. Par là même, elle modifie le mode de son championnat, avec la mise en place pour la première fois d’une compétition régionale sur toute la saison, et sur un niveau : la Division d’Honneur en deux groupes. Jusqu'à la guerre, les compétitions vont beaucoup évoluer, avec la mise en place d’une division supérieure en 1929, la Division d’excellence, et l’intégration de divisions inférieures au niveau régional. En 1937, la Ligue compte ainsi trois niveaux régionaux (DH-1S-2S), plus différents échelons dans les neuf districts, la suppression du district Monségurais en 1932, étant compensée par scission du district Landes-Pyrénées en 1935, en un District des Landes et un District des Pyrénées.
En 1931, le cinquième président de la Ligue, Roger Roujean, met en place une nouvelle épreuve : la Coupe du Sud-Ouest. La première édition est ouverte aux clubs affiliés à la Ligue, aux patronages du Sud-Ouest reconnus par la Fédération, mais aussi aux clubs des Ligues voisines (Auvergne, Centre-Ouest et Midi).
Puis en 1932, survient un gros incident au sein de la Ligue. Avant la fin des championnats, trois clubs en vue (FC Bordeaux-Bouscat, Girondins Guyenne Sport et SC Bastidienne) démissionnent de la Ligue et fomentent une dissidence. Ce petit incident cache en fait une plus grosse affaire de détournement de fonds au profit de la Ligue du Sud-Ouest : la « fameuse affaire des sinistrés ». La Fédération réagit promptement, elle suspend le Bureau de la Ligue en mai, elle prononce la dissolution de la ligue en juin, qui est approuvé au Conseil National de juillet à l'unanimité. Même si cette dissolution va à l’encontre des statuts de la LSO, la Ligue est administrée directement par la 3FA, via une commission d’administration. Il faut attendre l’Assemblée Générale Constitutive d’août 1934, pour que la Ligue du Sud-Ouest soit reconstituée et redevienne pleinement indépendante.
Entretemps, en juillet 1933, le Conseil national valide le rattachement de l’arrondissement de Bergerac à la Ligue du Sud-Ouest; les clubs sont rattachés au district Libournais. La création d’un district Bergeracois prévu pour 1939 est interrompue par la guerre.

### La période de guerre (1939-1944)
L’entrée en guerre de la France en septembre 1939, modifie les championnats prévus. Le Ligue met alors en place une compétition dans chaque district, solution adoptée pour les deux saisons suivantes également. Dans cette période trouble, la Ligue et les districts perdent plusieurs de leurs membres ; ainsi, le district Blayais est mis en sommeil en 1940, et ses clubs rattachés provisoirement au district d’Entre-deux-Mers.
À la fin de mai 1942, la Ligue du Sud-Ouest est dissoute suivant les instructions du Commissariat général à l'éducation générale et aux sports. Le Comité de Guyenne prend alors la place de la Ligue, mais dans un territoire beaucoup plus limité ; depuis 1940, la ligne de démarcation partage la France en deux, les clubs  de la zone occupée sont administrés par le Comité de Guyenne, les clubs en zone libre par le Comité des Pyrénées (ex-Ligue du Midi).
Dans ce territoire plus restreint, le Comité remet en place une compétition régionale pour les deux saisons suivantes comprenant trois niveaux : Division d’honneur, première et deuxième série. Les districts organisent de leurs côtés les niveaux inférieurs.

### Du Sud-Ouest à l’Aquitaine (1944-1981)
À la libération, en 1944, la Ligue du Sud-Ouest reprend ses droits, et ses frontières de 1939, sauf pour les Hautes-Pyrénées qui sont rattachés à Ligue du Midi. Elle remet en place un championnat proche de celui d’avant-guerre. Voté en janvier 1938, il a la particularité de se jouer en deux demi-saisons, sauf pour la Division d’honneur. La première partie de la saison est une phase de relégation pour la première et deuxième série ; la deuxième partie est une phase de promotion pour ces deux séries, plus une troisième comprenant les meilleurs clubs des districts. La Promotion d’honneur, mise en place en 1945, rentrera dans ce schéma dès 1946, tous comme une troisième série en 1948. Ce type de compétition, plutôt chargée, sera abandonné en 1951. 
Avec le retour de la paix, la Ligue met en place deux nouveaux districts : Agenais, rapidement renommé Lot-et-Garonne, et Bergeracois. En 1947, une nouvelle compétition voit le jour : le Championnat Corporatif.
Pour la saison 1951/52, le championnat de ligue comprend donc cinq séries (DH-PH-1S-2S et 3S) comportant uniquement des équipes premières, les séries inférieures, ainsi que les équipes réserves, sont gérées par les onze districts : Arcachonnais, Bergeracois, Blayais, Bordeaux, Entre-deux-Mers, Landes, Libournais, Lot-et-Garonne, Médoc, Pyrénées et Sauternais.
Au fil des saisons, le nombre de clubs dans les poules des séries augmente sensiblement, pour passer de 8 en 1951, à 10 en 1962 avec la suppression de la troisième série de ligue, puis douze en 1970 avec la réinstauration de la troisième série de ligue. Dans l’intervalle, les clubs du Gers ont quitté la Ligue en 1967, un redécoupage des districts de Gironde en 1968 a ramené leur nombre de sept à quatre. En 1970, le district de Bordeaux devient complètement autonome. Cette même année, les équipes secondes des sociétés sont intégrées aux championnats des districts. Les autres équipes réserves le seront la saison suivante. Suivent les derniers changements, en 1978 la troisième série réintègre les districts, suivie en 1980 par la première et deuxième série ; une promotion de Ligue est alors mise en place après la Promotion d’Honneur. La ligue du Sud-Ouest est alors prête à recevoir le reste du département de la Dordogne et à changer de nom.

## Structures de la Ligue

### Organigramme
| Comité Directeur | Administration |
| --- | --- |
| Président : Amador Carreras Vice-Président Délégué : Patrick Mattenet Secrétaire général : Jean-Claude Dunoguiez Trésorier général : Dominique Debreyer Vice-Présidente : Michèle Chevalier Vice-Président : Pierre Soubabere Vice-Président : Daniel Girard Vice-Président : Jean-Pierre Dubedat Vice-Président : Jean-Michel Larqué Membres : Claude Augey, Albert Declercq, Serge Dehee, Serge Lafon | Directeur Général : Nicole Labarbe Directrice Adjointe : Marie-Laure Nadal Conseiller Technique Régional : Gilles Eyquem |

### Présidents de la Ligue du Sud-Ouest
- 1919-1920 : Guy Moyat
- 1920-1924 : Henri Gasqueton
- 1924-1925 : M. de Roca Sera
- 1925-1926 : Roger Gomez-Vaez
- 1926-1932 : Roger Roujean
- 1932-1934 : gestion par La FFFA
- 1933-1934 : M. Buelly
- 1934-1966 : Roger Conrié (1898-1966)
- 1966-1975 : Georges Capdeville
- 1975-1976 : Pierre Leclercq
- 1976-1981 : Gilbert Gautier[11]

### Présidents de la Ligue d'Aquitaine
- 1981-1984 : Gilbert Gautier
- 1984-1995 : Jean-Pierre Escalettes
- 1995-2000 : Jean-Claude Bruno
- 2000-? : Jean-Yves Bodiou[11]

### Compétitions organisées
La LFA organise les compétitions entre clubs à l'échelon de la région Aquitaine, quelle que soit la catégorie d'âge.
| Compétitions masculines - Coupe de France (tours régionaux) (Lien) - Division d'Honneur (Lien) - Division supérieure régionale (Lien) - Division d'Honneur Régionale (Lien) - Promotion Honneur (Lien) - Promotion de Ligue (Lien) - Coupe de la région Aquitaine (Lien) - Coupe Gambardella (tours régionaux) (Lien) - Division d'Honneur des U19 (Lien) - Promotion Honneur des U19 (Lien) - Coupe de la région des U18 (Lien) - Division d'Honneur des U17 (Lien) - Promotion Honneur des U17 (Lien) - Championnat des U16 (Lien) - Brassage des U15 (Lien) - Brassage des U14 (Lien) | Compétitions féminines - Coupe de France (tours régionaux) (Lien) - Division d'Honneur (Lien) - Promotion Honneur (Lien) - Coupe d'Aquitaine (Lien) - Challenge Régional des -16 ans (Lien) Autres types de compétitions - Coupe nationale de football d'entreprise (tours régionaux) (Lien) - Division d'Honneur de Foot Entreprise (Lien) - Coupe nationale de foot en salle (tours régionaux) (Lien) - Division d'Honneur de Futsal (Lien) |

## Palmarès

### Palmarès national des clubs de la Ligue
| Girondins de Bordeaux Championnat de France (6) : 1950, 1984, 1985, 1987, 1999 et 2009 Coupe de France (4) : 1941, 1986, 1987, 2013 Coupe de la ligue (3) : 2002, 2007 et 2009 Trophée des champions (2) : 2008 et 2009 |

Domination en Aquitaine depuis 1919
- De 1919 à 1933 et de 1935 à 1936 : Champion du Sud-Ouest.
- De 1933 à 1935 et de 1936 à 1940 : Club le mieux classé en division nationale.
- De 1940 à 1943 et de 1944 à 1945 : Club le mieux classé en championnat de guerre.
- De 1943 à 1944 : Club le mieux classé en championnat amateur de guerre.
- Depuis 1945 : Club le mieux classé en division nationale

### Palmarès régional
(mai 2022).
| Saison             | Division d'Honneur                                                           | Division Supérieure Régionale | Coupe d'Aquitaine             | Division d'Honneur Féminine |
| Ligue du Sud-Ouest | Ligue du Sud-Ouest                                                           | Ligue du Sud-Ouest            | Ligue du Sud-Ouest            | Ligue du Sud-Ouest          |
| ------------------ | ---------------------------------------------------------------------------- | ----------------------------- | ----------------------------- | --------------------------- |
| 1920 (1ère série)  | Stade Bordelais Université Club (1)                                          |                               | -                             | -                           |
| 1921 (1ère série)  | VGA Médoc (1)                                                                |                               | -                             | -                           |
| 1922               | VGA Médoc (2)                                                                | -                             | -                             | -                           |
| 1923               | Sporting Club de la Bastidienne (1)                                          | -                             | -                             | -                           |
| 1924               | Stade Bordelais Université Club (2)                                          | -                             | -                             | -                           |
| 1925               | Sporting Club de la Bastidienne (2)                                          | -                             | -                             | -                           |
| 1926               | Stade Bordelais Université Club (3)                                          | -                             | -                             | -                           |
| 1927               | Sporting Club de la Bastidienne (3)                                          | -                             | -                             | -                           |
| 1928               | Sporting Club de la Bastidienne (4)                                          | -                             | -                             | -                           |
| 1929               | Stade Bordelais Université Club (4)                                          | -                             | -                             | -                           |
| 1930               | Sport athlétique bordelais - Girondins (ou Cerceau Gaulois Bouscatais ?) (1) | -                             | -                             | -                           |
| 1931               | Real Club Deportivo Espanol (1)                                              | -                             | -                             | -                           |
| 1932               | Club Deportivo Espanol (2)                                                   | -                             | CD Espanol Bordeaux           | -                           |
| 1933               | Sporting Club de la Bastidienne (5)                                          | -                             | CD Espanol Bordeaux           | -                           |
| 1934               | Football Club de Bordeaux-Bouscat (2)                                        | -                             | CD Espanol Bordeaux           | -                           |
| 1935               | Football Club de Bordeaux-Bouscat (3)                                        | -                             | Girondins de Bordeaux         | -                           |
| 1936               | Football Club de Bordeaux-Bouscat (4)                                        | -                             | Non attribué                  | -                           |
| 1937               | Girondins de Bordeaux FC (1)                                                 | -                             | Stade montois                 | -                           |
| 1938               | Club Deportivo Espanol (3)                                                   | -                             | AL Gironde                    | -                           |
| 1939               | Amicale Laïque de Gironde (1)                                                | -                             | ES Audenge                    | -                           |
| 1940               | pas de championnat                                                           | -                             | Non disputée                  | -                           |
| 1941               | ES Audengeoise                                                               | -                             | FC Libourne                   | -                           |
| 1942               | Bordeaux AC                                                                  | -                             | Girondins AS du Port          | -                           |
| Comité de Guyenne  |                                                                              |                               |                               |                             |
| 1943               | Bordeaux Étudiants Club                                                      | -                             | Bordeaux Étudiants Club       | -                           |
| 1944               | US Le Bouscat                                                                | -                             | Girondins AS du Port          | -                           |
| Ligue du Sud-Ouest |                                                                              |                               |                               |                             |
| 1945               | Stade montois (1)                                                            | -                             | Bordeaux Étudiants Club       | -                           |
| 1946               | Stade montois (2)                                                            | -                             | FC Libourne                   | -                           |
| 1947               | Stade montois (3)                                                            | -                             | Stade montois                 | -                           |
| 1948               | Stade montois (4)                                                            | -                             | Stade montois                 | -                           |
| 1949               | Stade Saint-Magnais                                                          | -                             | Stade Bordelais               | -                           |
| 1950               | Stade Bordelais Université Club (4)                                          | -                             | La Bastidienne Bordeaux       | -                           |
| 1951               | Stade Macaudais (1)                                                          | -                             | Girondins de Bordeaux         | -                           |
| 1952               | FC Libourne (1)                                                              | -                             | Girondins de Bordeaux         | -                           |
| 1953               | Sporting Club de la Bastidienne (6)                                          | -                             | Girondins de Bordeaux         | -                           |
| 1954               | Stade montois (5)                                                            | -                             | Girondins de Bordeaux         | -                           |
| 1955               | Association Sportive de Gironde (2)                                          | -                             | Girondins de Bordeaux         | -                           |
| 1956               | Jeunesse villenavaise (1)                                                    | -                             | Girondins de Bordeaux         | -                           |
| 1957               | Jeunesse villenavaise (2)                                                    | -                             | Girondins de Bordeaux         | -                           |
| 1958               | Bleuets de Notre-Dame (Pau)                                                  | -                             | Enfants de France de Bergerac | -                           |
| 1959               | Enfants de France de Bergerac (1)                                            | -                             | Girondins de Bordeaux         | -                           |
| 1960               | Stade Macaudais (2)                                                          | -                             | Enfants de France de Bergerac | -                           |
| 1961               | Stade montois (6)                                                            | -                             | SJ Macau                      | -                           |
| 1962               | Association Sportive de Gironde (3)                                          | -                             | Girondins de Bordeaux         | -                           |
| 1963               | Stade Camblanais (1)                                                         | -                             | Stade Camblanes               | -                           |
| 1964               | RC Pont-de-la-Maye                                                           | -                             | Coqs rouges de Bordeaux       | -                           |
| 1965               | Stade Camblanais (2)                                                         | -                             | Girondins de Bordeaux         | -                           |
| 1966               | Stade montois (7)                                                            | -                             | Girondins de Bordeaux         | -                           |
| 1967               | Jeunesse villenavaise (3)                                                    | -                             | Jeunesse villenavaise         | -                           |
| 1968               | FC Pau (1)                                                                   | -                             | Enfants de France de Bergerac | -                           |
| 1969               | AS Libourne (2)                                                              | -                             | Girondins de Bordeaux         | -                           |
| 1970               | Girondins de Bordeaux (2)                                                    | -                             | US Villenavaise               | -                           |
| 1971               | AS Libourne (3)                                                              | -                             | Girondins de Bordeaux         | -                           |
| 1972               | EF Bergerac (2)                                                              | -                             | US Villenavaise               | -                           |
| 1973               | AS Saint-Seurin                                                              | -                             | AS Saint-Médard-en-Jalles     | -                           |
| 1974               | AS Saint-Médard-en-Jalles (1)                                                | -                             | Aviron bayonnais              | -                           |
| 1975               | SU Agen (1)                                                                  | -                             | Bergerac-Lalinde              | -                           |
| 1976               | US Villenave (4)                                                             | -                             | AS Saint-Médard-en-Jalles     | -                           |
| 1977               | SU Agen (2)                                                                  | -                             | AS Le Barp                    | -                           |
| 1978               | AS Saint-Médard-en-Jalles (2)                                                | -                             | AS Libourne                   | -                           |
| 1979               | Aviron bayonnais                                                             | -                             | Stade montois                 | -                           |
| 1980               | Andernos Sport                                                               | -                             | Andernos Sport                | -                           |
| 1981               | FC Saint-Symphorien                                                          | -                             | US Villenave                  | -                           |
| Ligue d'Aquitaine  |                                                                              |                               |                               |                             |
| 1982               | SA Mérignac (1)                                                              | -                             | SA Mérignac                   | -                           |
| 1983               | AS Libourne R2 (1)                                                           | -                             | EB Orthez                     | -                           |
| 1984               | AS Saint-Seurin                                                              | -                             | Pau FC                        | -                           |
| 1985               | EB Orthez                                                                    | -                             | Trélissac FC                  | -                           |
| 1986               | US Villenave (1)                                                             | -                             | AS Libourne                   | -                           |
| 1987               | Girondins de Bordeaux R (1)                                                  | -                             | AS Libourne                   | -                           |
| 1988               | CA Castets                                                                   | -                             | Stade Bordelais               | -                           |
| 1989               | Trélissac FC (1)                                                             | -                             | Girondins de Bordeaux R       | -                           |
| 1990               | Arin luzien (1)                                                              | -                             | Stade montois                 | -                           |
| 1991               | EF Bergerac (1)                                                              | -                             | AS St-Seurin sur l'Isle       | -                           |
| 1992               | US Arsac                                                                     | -                             | AS Martignas                  | -                           |
| 1993               | US Lormont (1)                                                               | -                             | Girondins de Bordeaux R       | -                           |
| 1994               | Arcachon FC (1)                                                              | -                             | Girondins de Bordeaux R       | -                           |
| 1995               | SA Mérignac (2)                                                              | -                             | Girondins de Bordeaux R       | -                           |
| 1996               | AS Saint-Médard-en-Jalles                                                    | -                             | Pau FC                        | -                           |
| 1997               | Stade Bordelais (1)                                                          | -                             | Girondins de Bordeaux R       | -                           |
| 1998               | Pau FC R                                                                     | -                             | Stade montois                 | -                           |
| 1999               | AS Nontron                                                                   | -                             | Trélissac FC                  | -                           |
| 2000               | Arin luzien (2)                                                              | -                             | Arin Luzien                   | -                           |
| 2001               | FC Marmande 47 (1)                                                           | -                             | Girondins de Bordeaux R       | -                           |
| 2002               | Aviron bayonnais                                                             | -                             | Aviron bayonnais              | -                           |
| 2003               | FC Libourne-Saint-Seurin R (2)                                               | -                             | Anglet Genêts                 | -                           |
| 2004               | Stade Bordelais (2)                                                          | Jeunesse villenavaise (1)     | FC Libourne-Saint-Seurin R    | -                           |
| 2005               | FC Bassin d'Arcachon (2)                                                     | Stade montois R               | FC Bassin d'Arcachon          | -                           |
| 2006               | SU Agen                                                                      | Aviron bayonnaisR             | Anglet Genêts                 | -                           |
| 2007               | Trélissac FC                                                                 | US Lormont                    | Girondins de Bordeaux R       | -                           |
| 2008               | Aviron bayonnais R                                                           | Jeunesse villenavaise (2)     | Stade Bordelais               | -                           |
| 2009               | SA Mérignac (2)                                                              | Anglet Genêts R               | Stade montois                 | -                           |
| 2010               | US Lormont                                                                   | Montpon-Ménesplet FC          | JA Dax                        | -                           |
| 2011               | FC Marmande 47 (2)                                                           | Prigonrieux FC                | Pau FC                        | -                           |
| 2012               | Jeunesse villenavaise                                                        | JS Saint-Emilion              | Bergerac Foot                 | ES Blanquefortaise R        |
| 2013               | US Lège Cap Ferret                                                           | FC Libourne                   | US Lège Cap Ferret            | -                           |
| 2014               | FC Bassin d'Arcachon (3)                                                     | Cestas SAG                    | Bergerac Foot                 | -                           |
| 2015               | FC Marmande 47 (3)                                                           |                               | US Lège Cap Ferret            |                             |
| 2016               | Pau FC R (2)                                                                 |                               | US Lège Cap Ferret            |                             |

Nombre de victoires par club
| \| Club \| Division d'Honneur \| \| --------------------------------- \| ------------------ \| \| Stade montois \| 7 \| \| Jeunesse villenavaise \| 6 \| \| Sporting Club de la Bastidienne \| 6 \| \| FC Libourne \| 5[n 1] \| \| Stade Bordelais Université Club \| 4 \| \| Football Club de Bordeaux-Bouscat \| 4 \| \| Pau FC \| 4 \| \| Girondins de Bordeaux \| 3[n 2] \| \| CD Espanol Bordeaux \| 3 \| \| AL & AS Gironde \| 3 \| \| Bergerac Foot \| 3 \| \| AS Saint-Médard-en-Jalles \| 3 \| \| Pau FC \| 3[n 3] \| \| SU Agen \| 3 \| \| Aviron bayonnais \| 3[n 4] \| \| SA Mérignac \| 3 \| \| FC Bassin d'Arcachon \| 3 \| \| FC Marmande 47 \| 3 \| \| VGA Médoc \| 1 \| \| US Le Bouscat \| 1 \| \| Stade Macaudais \| 2 \| \| Stade Camblanais \| 2 \| \| AS saint-seurinoise \| 2 \| \| Trélissac FC \| 2 \| \| Arin luzien \| 2 \| \| US Lormont \| 2 \| \| ES Audenge \| 1 \| \| Bordeaux Étudiants Club \| 1 \| \| Bleuets Notre-Dame Pau \| 1 \| \| Stade Saint-Magne \| 1 \| \| RC Pont-de-la-Maye \| 1 \| \| Andernos Sport \| 1 \| \| FC Saint-Symphorien \| 1 \| \| EB Orthez \| 1 \| \| CA Castets \| 1 \| \| US Arsac \| 1 \| \| AS Nontron \| 1 \| | Notes : 1. 2. 3. 4. |
| Club | Division d'Honneur  |
| Stade montois | 7                   |
| Jeunesse villenavaise | 6                   |
| Sporting Club de la Bastidienne | 6                   |
| FC Libourne | 5                   |
| Stade Bordelais Université Club | 4                   |
| Football Club de Bordeaux-Bouscat | 4                   |
| Pau FC | 4                   |
| Girondins de Bordeaux | 3                   |
| CD Espanol Bordeaux | 3                   |
| AL & AS Gironde | 3                   |
| Bergerac Foot | 3                   |
| AS Saint-Médard-en-Jalles | 3                   |
| Pau FC | 3                   |
| SU Agen | 3                   |
| Aviron bayonnais | 3                   |
| SA Mérignac | 3                   |
| FC Bassin d'Arcachon | 3                   |
| FC Marmande 47 | 3                   |
| VGA Médoc | 1                   |
| US Le Bouscat | 1                   |
| Stade Macaudais | 2                   |
| Stade Camblanais | 2                   |
| AS saint-seurinoise | 2                   |
| Trélissac FC | 2                   |
| Arin luzien | 2                   |
| US Lormont | 2                   |
| ES Audenge | 1                   |
| Bordeaux Étudiants Club | 1                   |
| Bleuets Notre-Dame Pau | 1                   |
| Stade Saint-Magne | 1                   |
| RC Pont-de-la-Maye | 1                   |
| Andernos Sport | 1                   |
| FC Saint-Symphorien | 1                   |
| EB Orthez | 1                   |
| CA Castets | 1                   |
| US Arsac | 1                   |
| AS Nontron | 1                   |